# Caborde
Ne doit pas être confondu avec Caborne.
Une caborde est une ancienne cabane viticole en pierre sèche ou en planches. On les trouve sous ce nom, issu du franc-comtois, dans sud de l'Yonne, en Haute-Saône dans les clos de vigne de Champlitte et de Bucey-les-Gy, dans les anciennes collines vinifères de Besançon  et dans certaines communes du premier plateau du Jura. Certaines appartenaient à plusieurs vignerons qui y entreposaient leurs outils, ou s’en servaient comme abri.   

## Terminologie

### Caborde en planches
Le terme de « caborde » renvoie étymologiquement à un édifice en planches, c’est dire que le mot est voyageur et que sa signification actuelle n’est pas intemporelle. 
Dans son Vocabulaire étymologique des provincialismes usités dans le département du Doubs publié en 1881, Charles Beauquier cite la mention suivante provenant des délibérations municipales en date du 30 août 1700 : « Permission de faire une petite caborde, seulement de planches, sans cheminée, vitres, ny chaises, pour la garde des fruits d'un jardin ».

### Caborde en pierre sèche
Jean-Baptiste Bullet, dans ses Mémoires sur la langue celtique parus en 1754, donne la définition suivante : « Caborde en Patois de Besançon, petite loge de pierres sans mortier que l'on fait dans les vignes ». Marcel Lachiver, pour sa part, donne, dans son Dictionnaire du monde rural (1997), la définition suivante : « Caborde, s.f. En Franche-Comté, maison de vignes, en pierre, qui affecte la forme d'une ruche, d'un cône ».

### Caborde en matériaux de récupération
Dans son roman Les Gardes, paru chez Gallimard en 1952, René de Solier met en scène une caborde en matériaux de récupération : « Ils se dirigent vers une caborde, contre les vignes ; une loge où se mêlent les planches, la tôle, des briques ouvertes [...], pillées sur un chantier ou venant des débris que l'on verse contre une haie ».

### Ecraigne
En Haute-Saône, ces abris sont parfois appelés écraignes, du nom des veillées qui s'y tenaient. Si l'abri est intégré à un muret en pierre sèche (murger), c'est le terme « écoyeu » qui est employé pour le désigner.

## Exemples de cabordes en pierre sèche

### Champlitte et Gy (Haute-Saône)
Dans les coteaux calcaires de Champlitte  et de Gy dans la Haute-Saône, les cabanes des anciens clos de vignes se dressent isolées au milieu de l’enclos ou sont incorporées dans un murger (muraille en pierre sèche) (dans ce dernier cas, elles ont pour nom écoyeu). 
En automne et en hiver, le vigneron pouvait s’y reposer et prendre son repas devant un feu de sarments brûlant à l’opposé de l’entrée dans une cheminée réservée dans la maçonnerie.
À Champlitte, on a reconstitué un clos de vigne avec sa caborde toute neuve : le clos des Lavières. Sous l'appellation de « sentier des pierres sèches », un  circuit d'interprétation permet de découvrir la caborde, les murgers, les anciens clos de vignes avec leur faune et leur flore.
À Gy, une ancienne caborde trouvée au milieu d’une friche a été reconstruite selon les techniques d'origine : maçonnerie à pierres sèches et toit de laves.

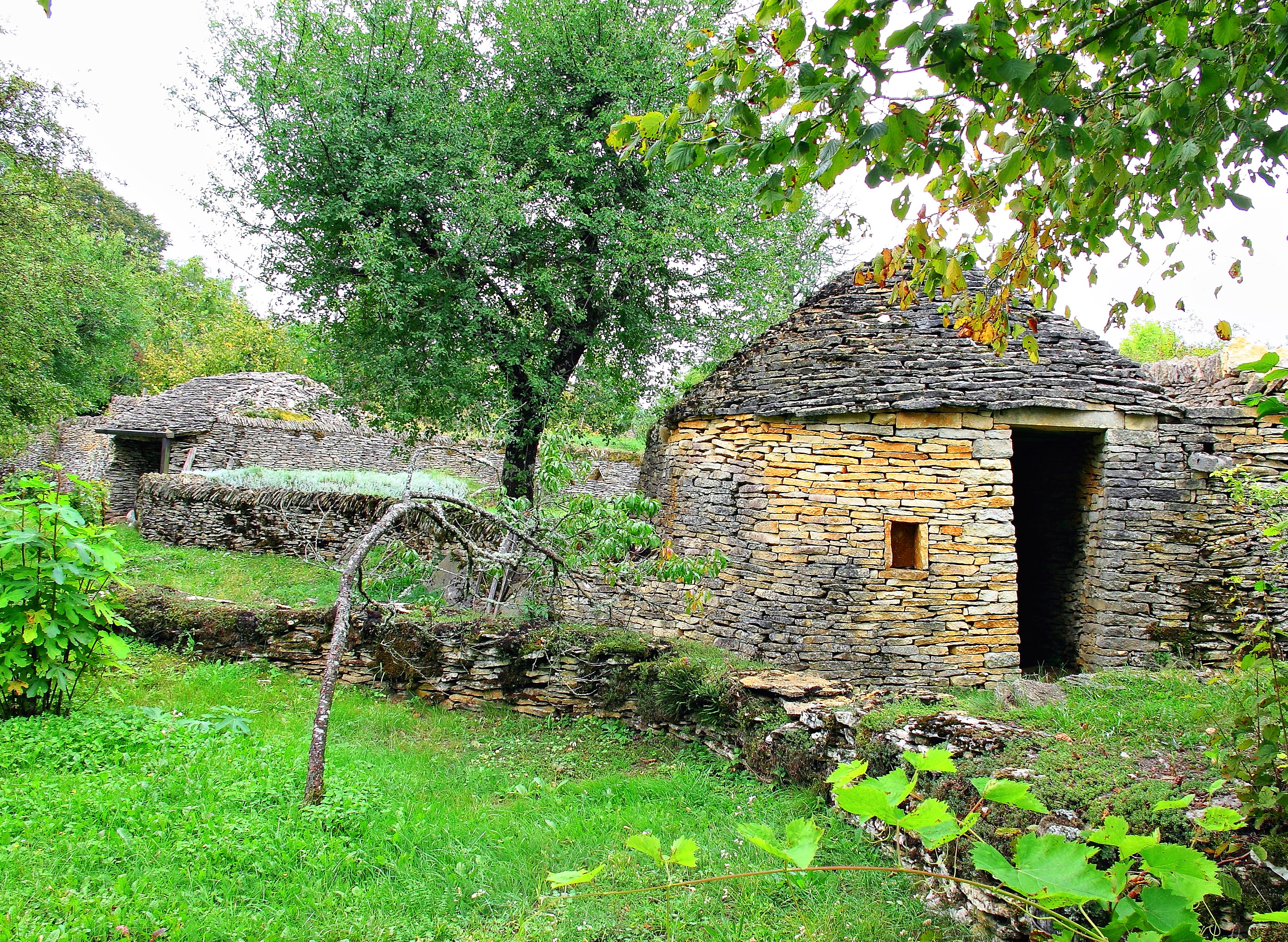
Cabordes à Champlitte.
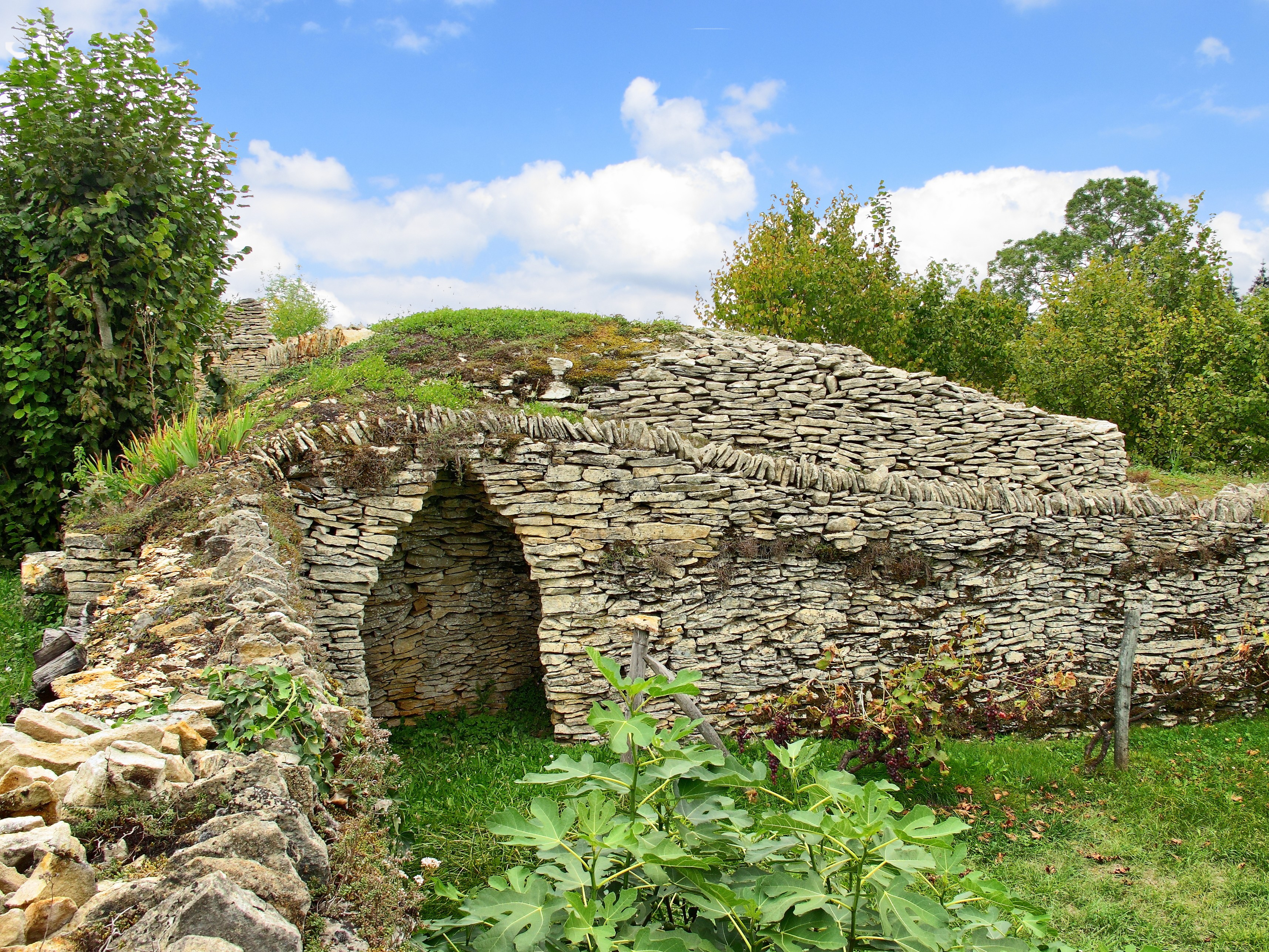
Écoyeu dans un murger à Champlitte.
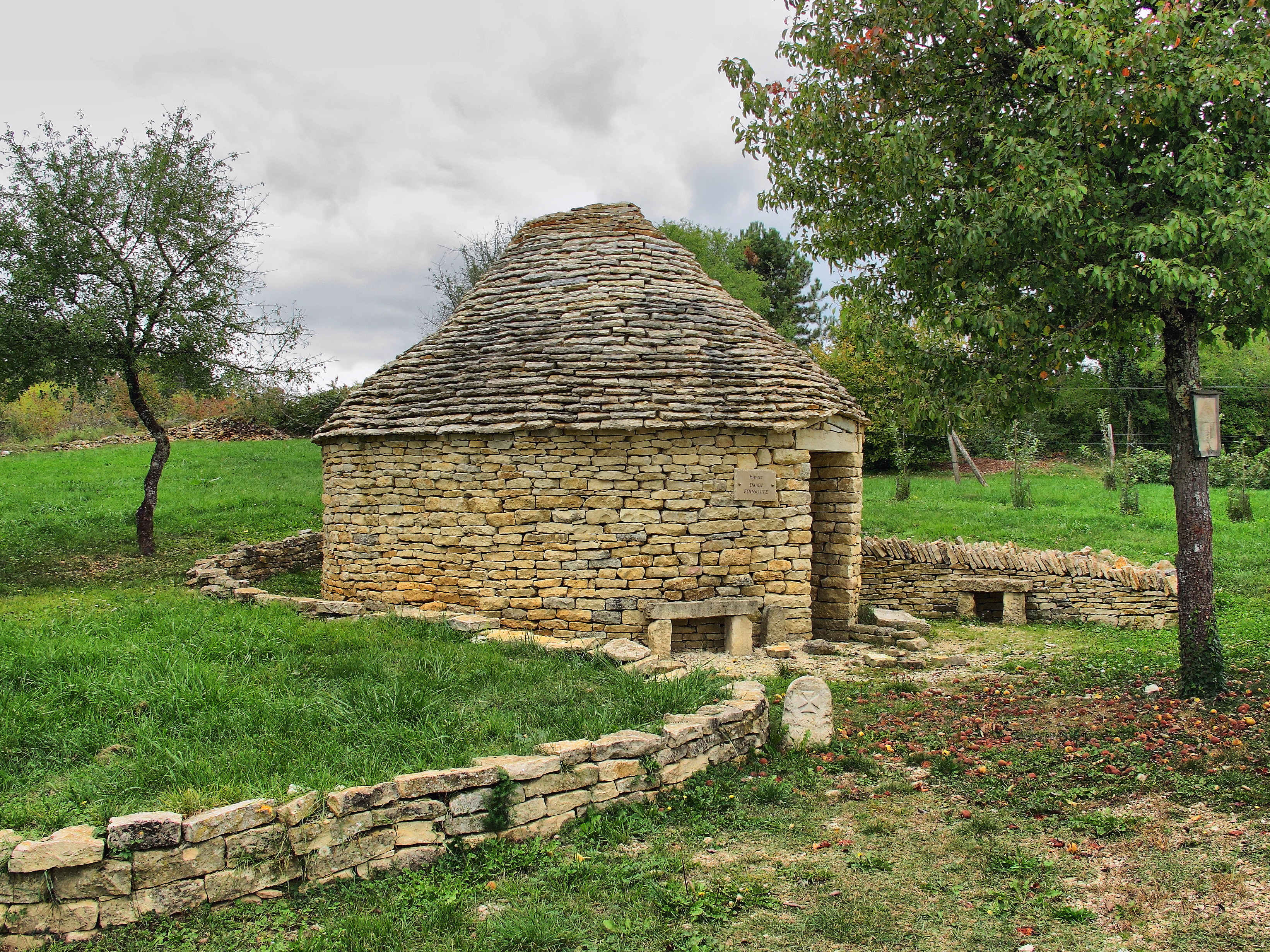
Reconstitution d'une caborde ayant servi d'écraigne (chambre pour les veillées) à Champlitte.
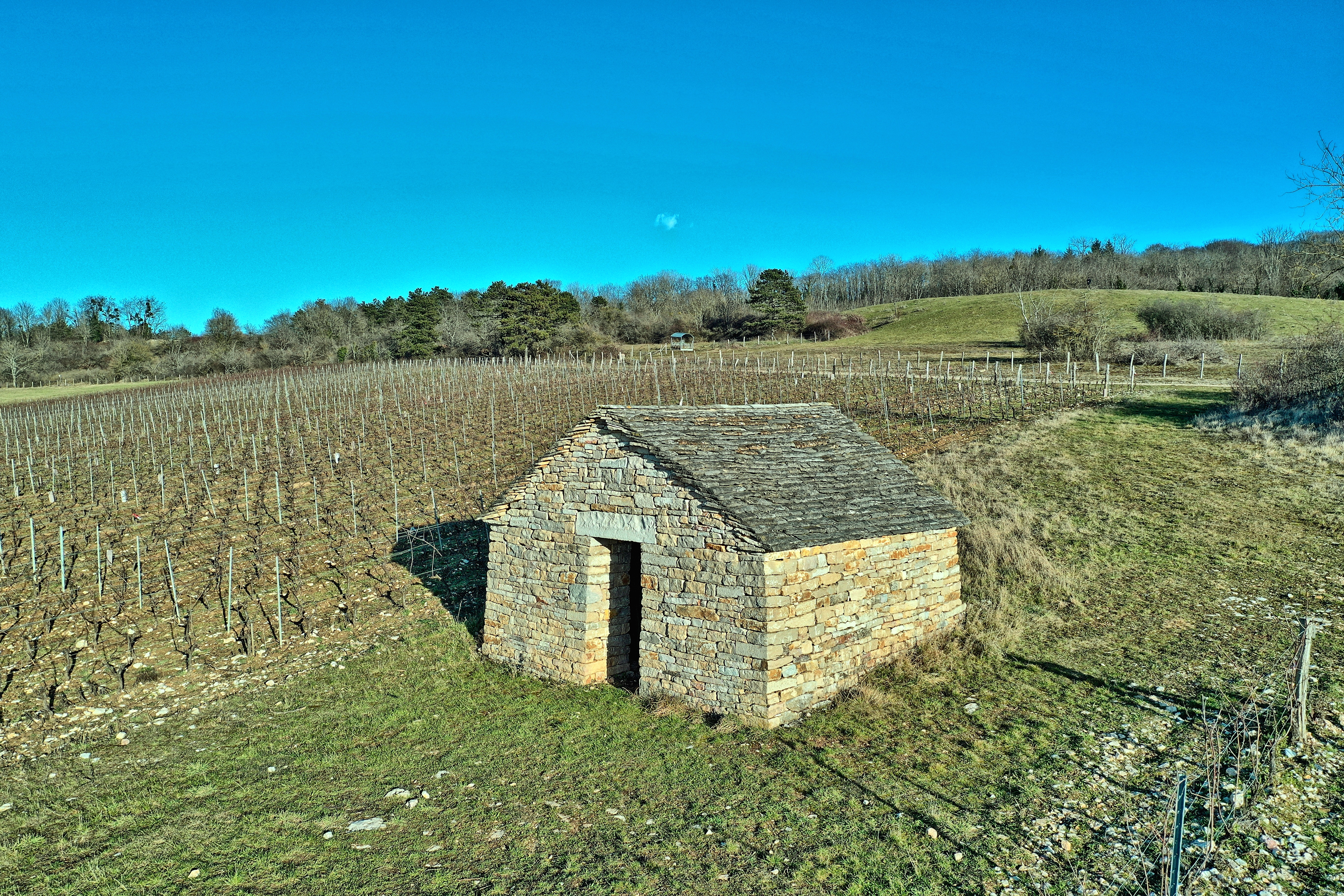
Cabane à charpente et toit de lauses reconstruite à Gy.

### Besançon et Doubs
Sur les anciennes collines vinifères de Besançon, il subsiste une dizaine de cabordes, dont quatre sont inscrites aux monuments historiques. 
Dite cabane des Montboucons, une cabane située au 12, rue François-Arago et classée monument historique depuis 1982, témoigne de l’ancien vignoble bisontin. Avec sa base cylindrique, son couvrement rénové, en forme de cloche, débordant en rive, elle relève d’un type morphologique répandu dans plusieurs régions à substrat calcaire. Ses semblables sont encore visibles dans les départements de la Dordogne, du Lot, de la Corrèze, de l’Aveyron, de Saône-et-Loire, de l’Ardèche, de l’Hérault, du Vaucluse, des Bouches-du-Rhône, des Alpes-de-Haute-Provence, de la Drôme, etc..
Sur le flanc de la colline du Rosemont, bordant la vallée du Doubs, une petite caborde est visible au lieu-dit  La combe des Œillets , à Velotte, dans une ancienne parcelle viticole qui a été remise en culture en 2010 par la Ville de Besançon.
Une autre se situe aux Équeugniers, sur la colline de Planoise.
Le phylloxéra au XIXe siècle et les guerres du XXe siècle ont anéanti l'important vignoble de Franche-Comté (à l'exception du vignoble du Jura).

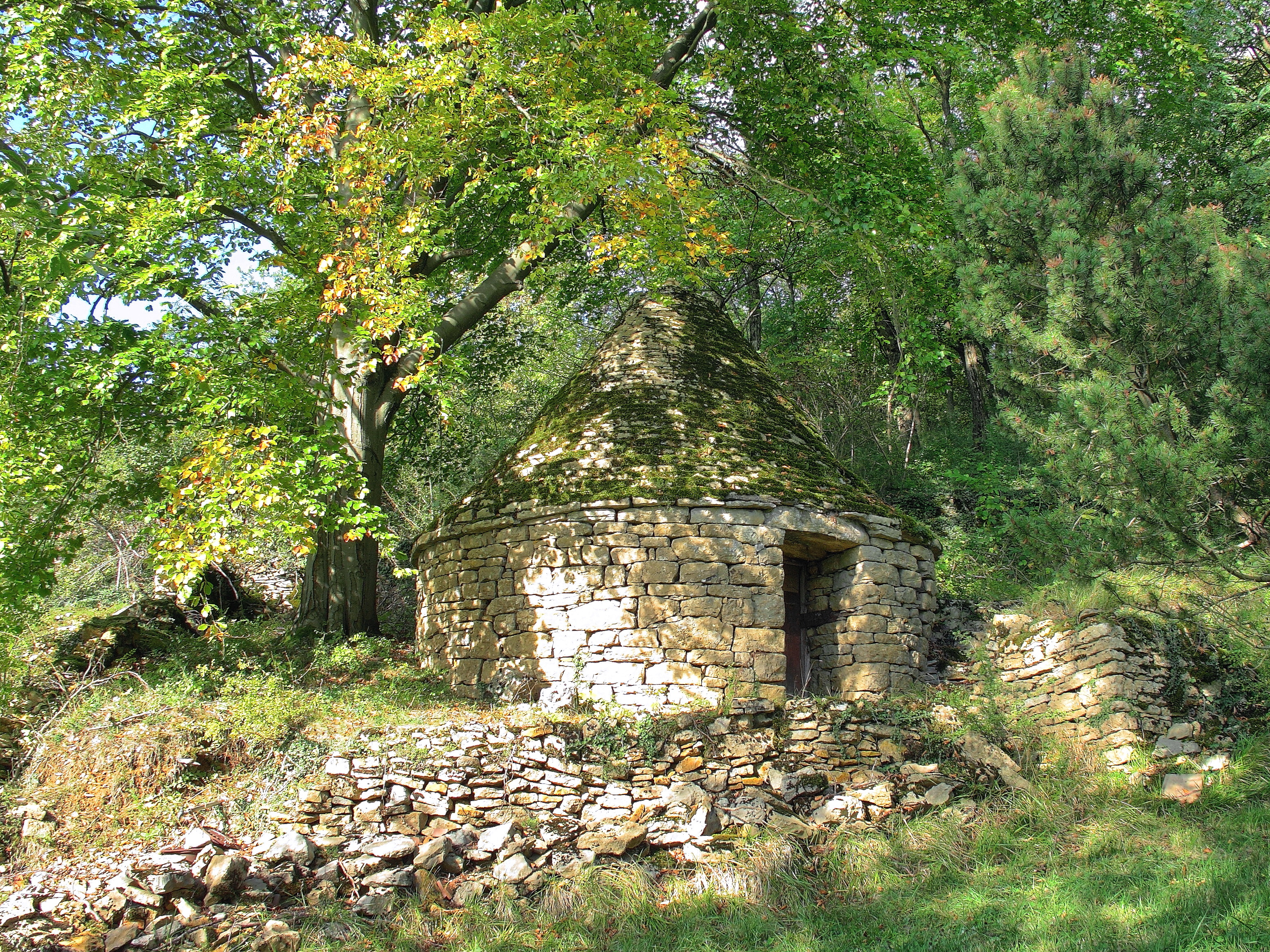
Caborde de Chaudanne.
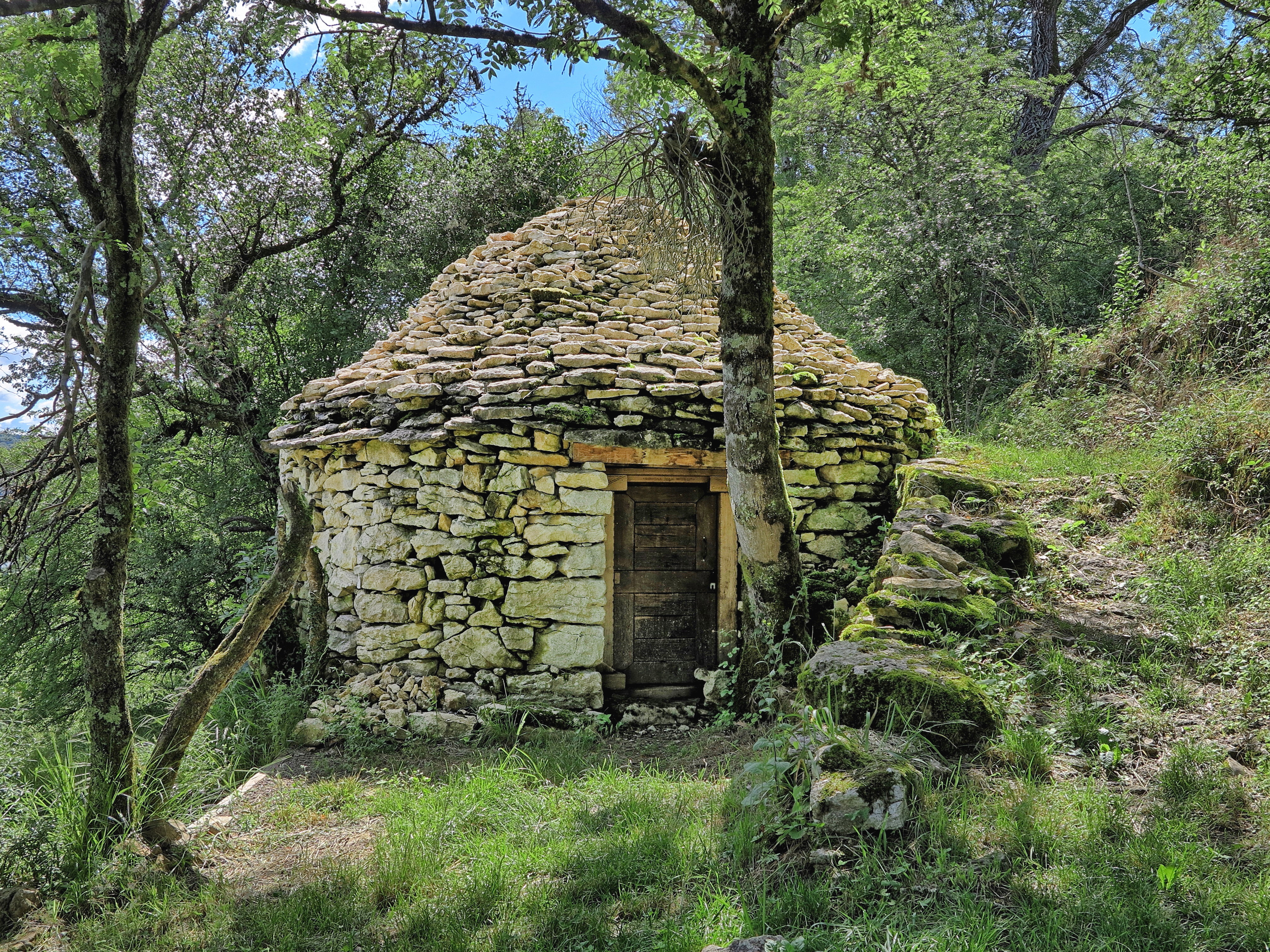
Caborde de Velotte.
Caborde de Port Douvot.
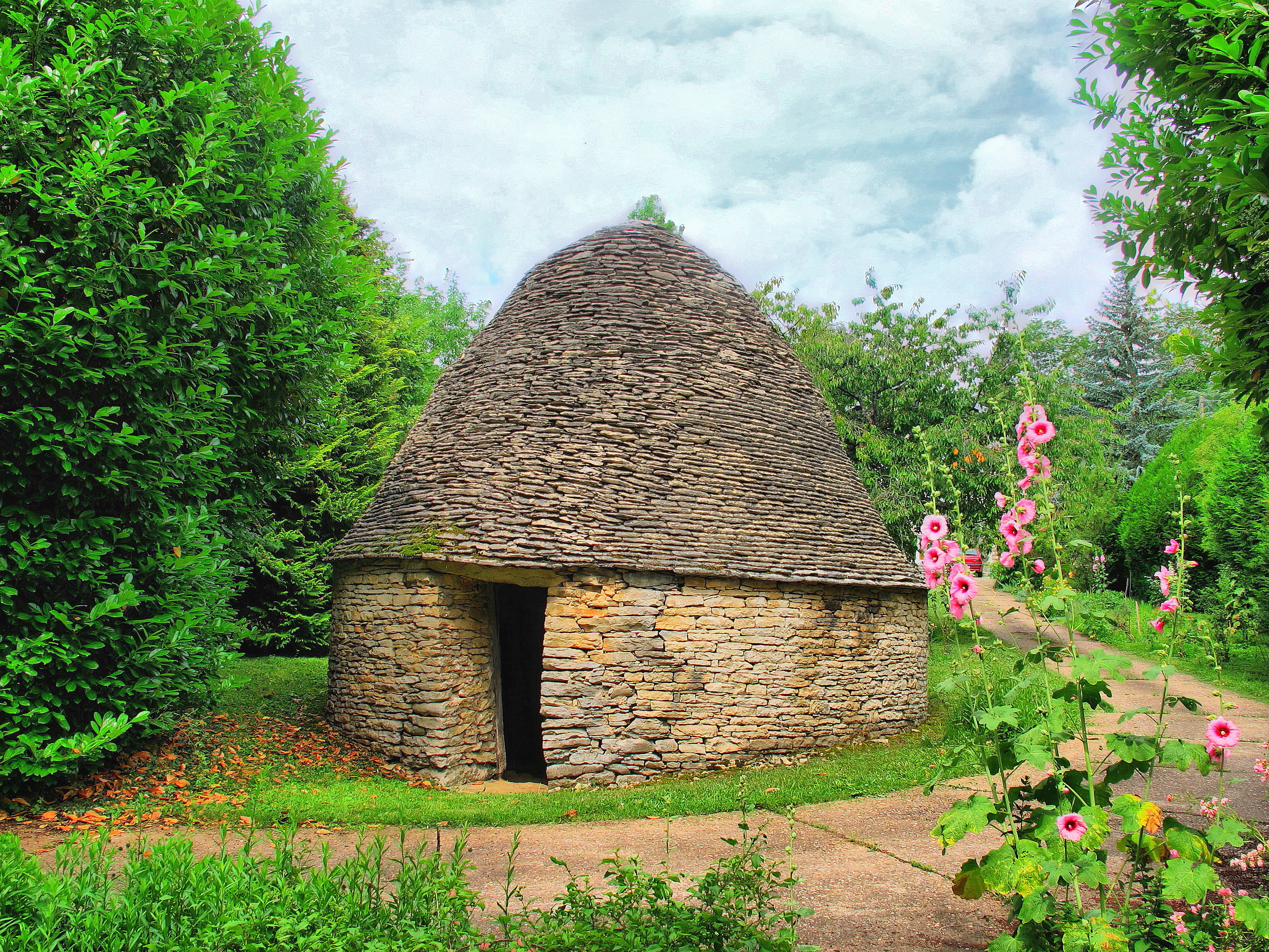
Caborde de Montboucons.

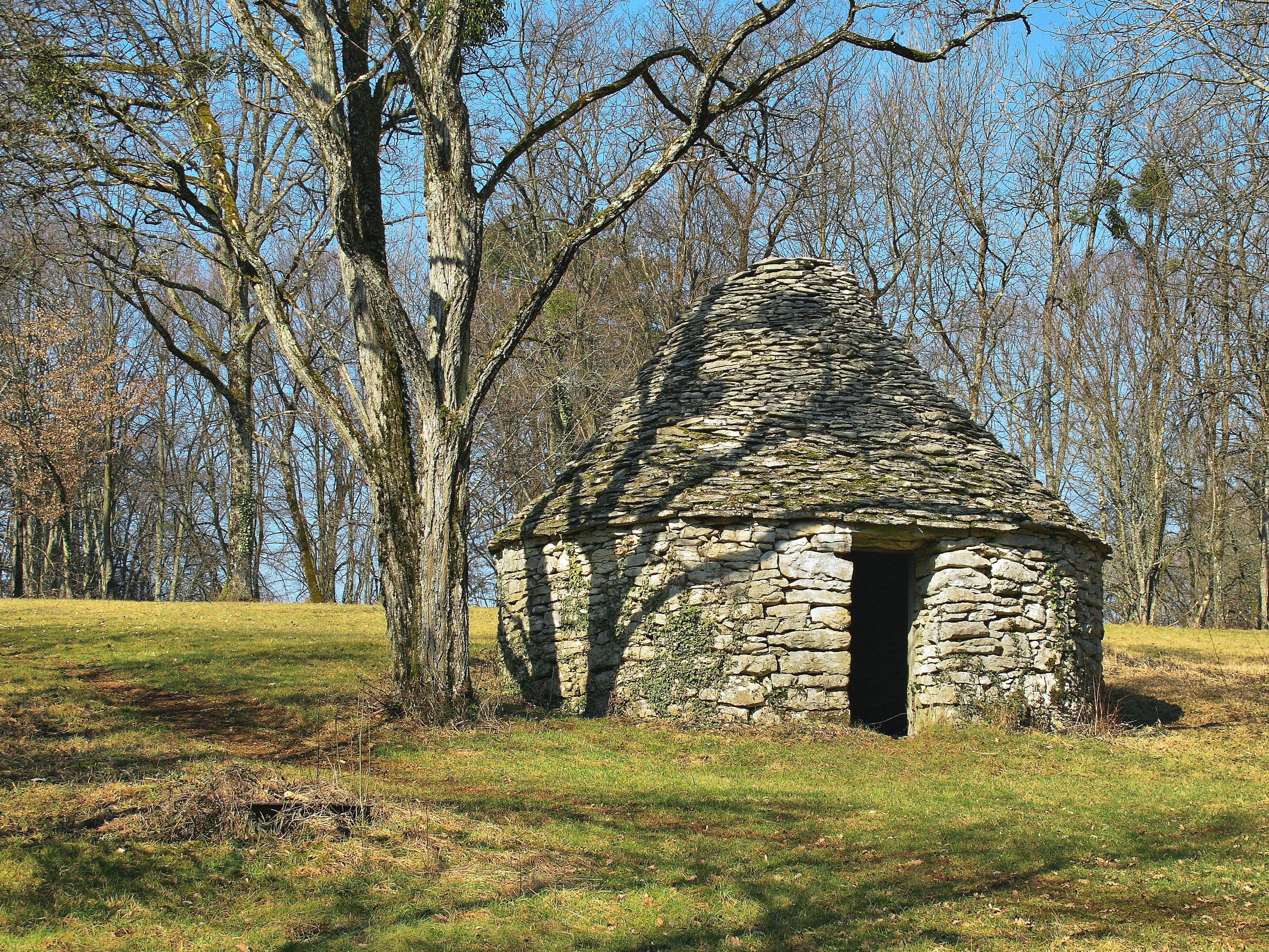
Caborde des Graviers Blancs.
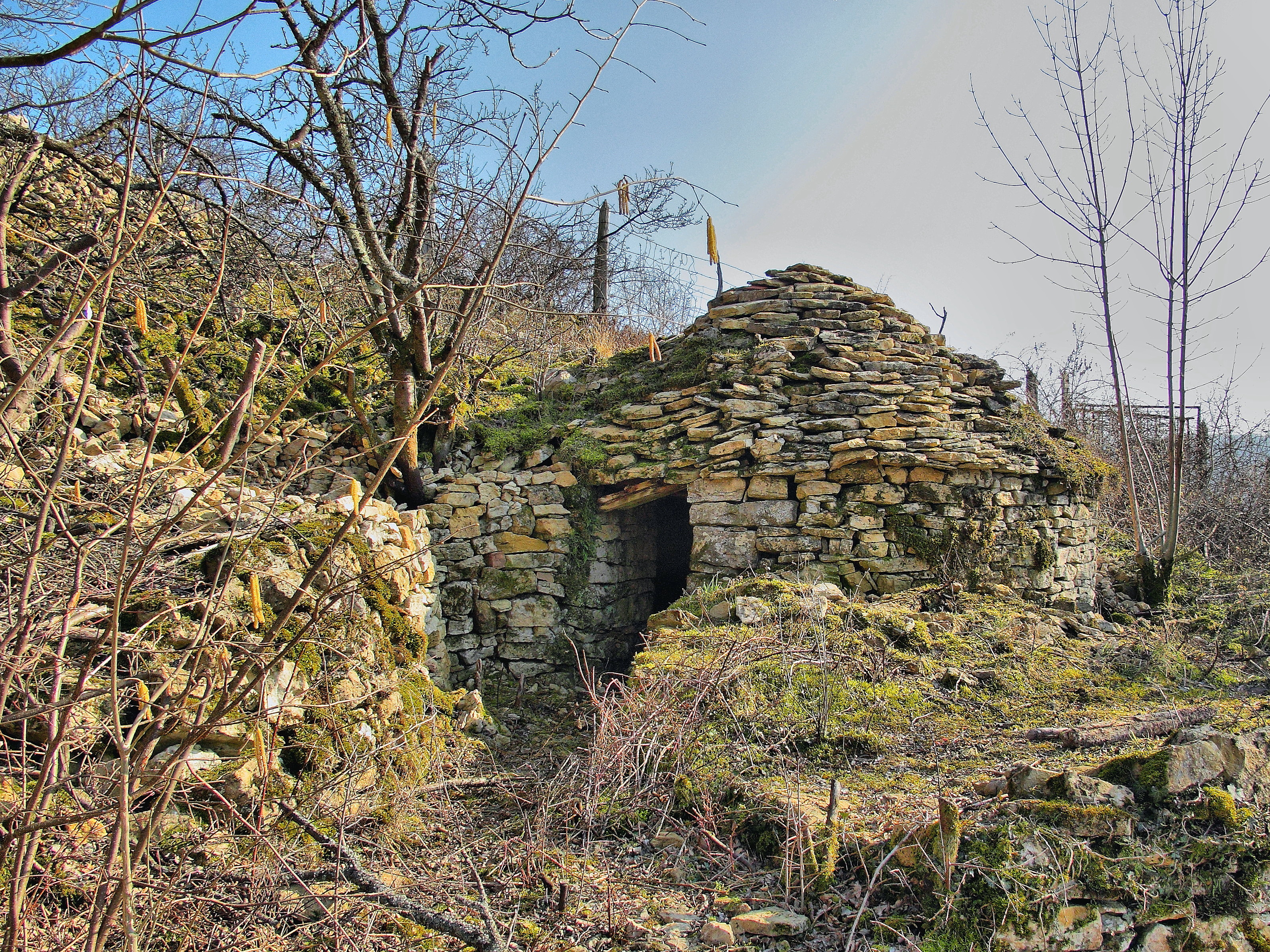
Caborde du Petit Chaudanne.

Plusieurs communes autour de Besançon possèdent aussi des cabordes anciennes (comme Pirey et Ornans).

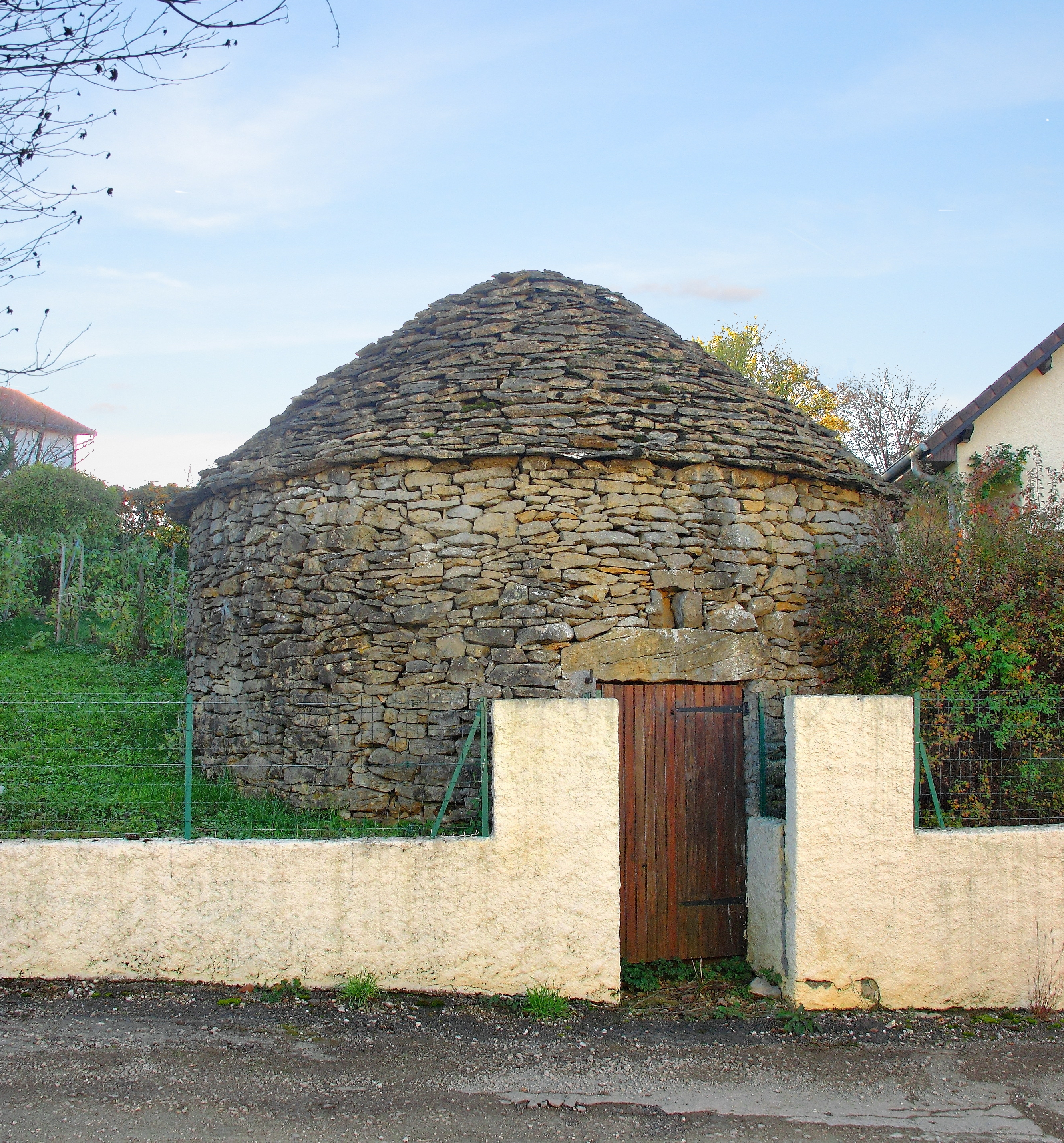
Caborde de Pirey-1.
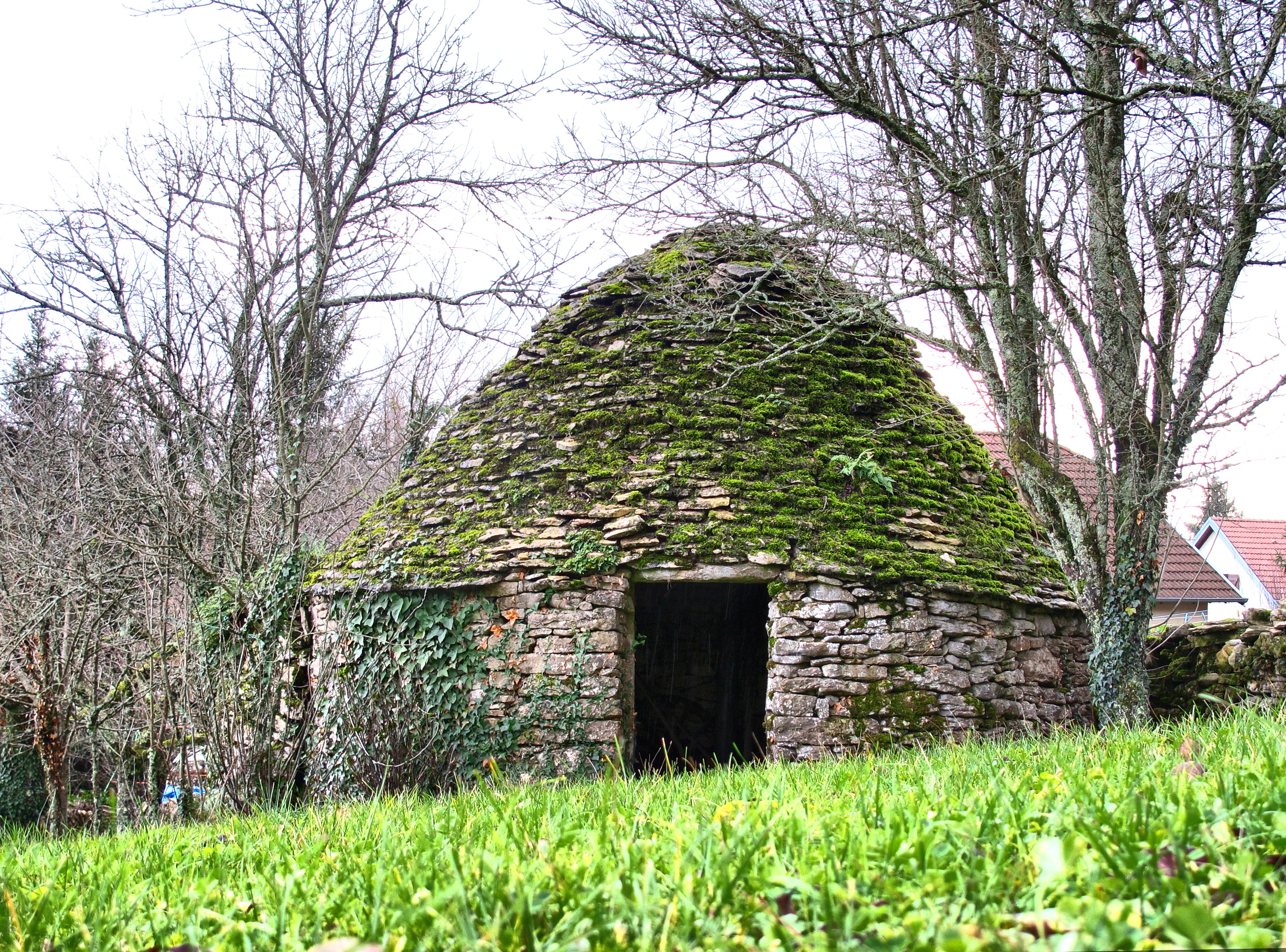
Caborde de Pirey-2.
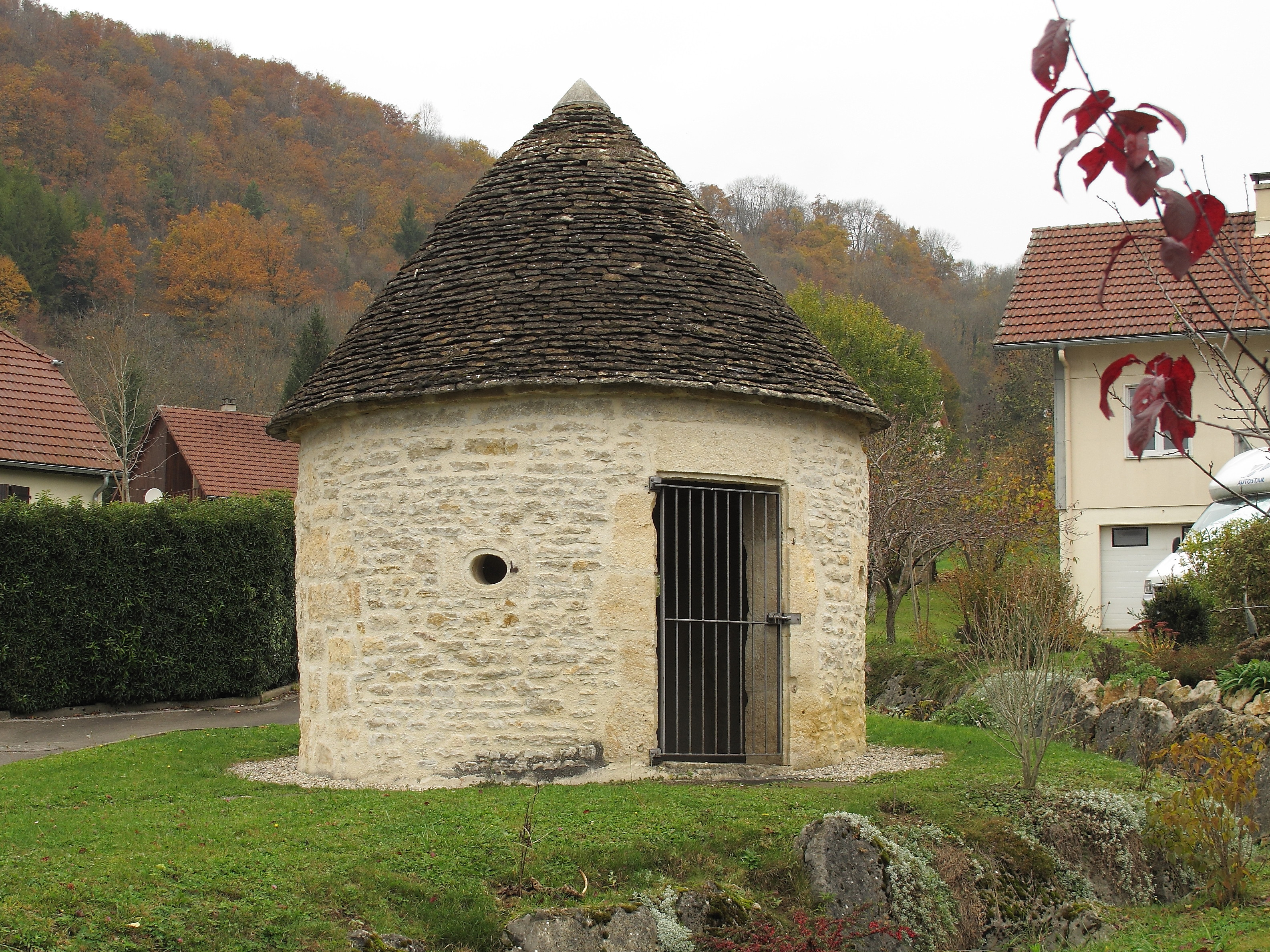
Caborde d'Ornans.

### Reconstructions
Plusieurs cabordes ( l'une à Planoise, deux à Rosemont et une à Chenecey-Buillon ) qui étaient ruinées, ont été reconstruites.

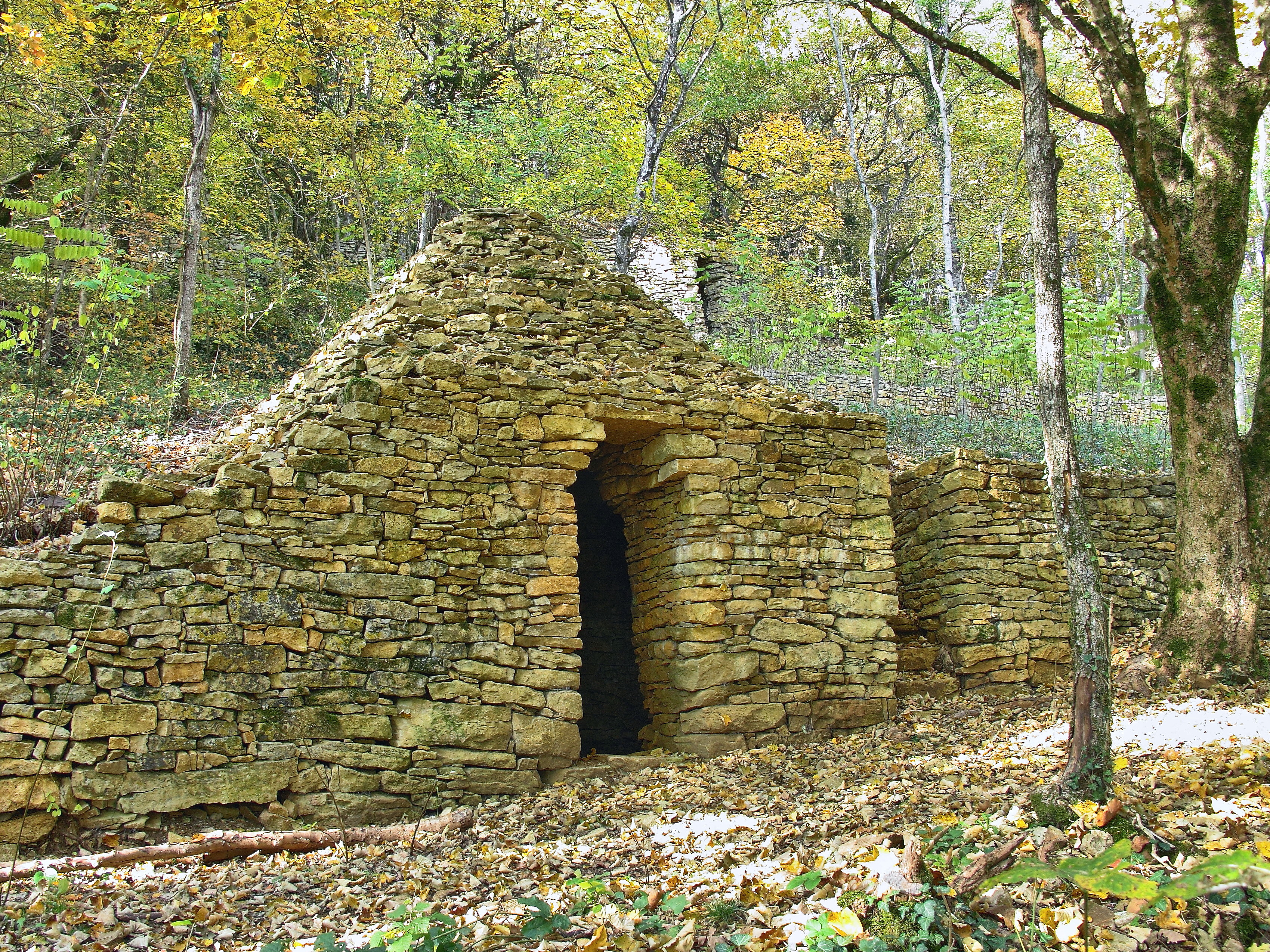
Caborde de Planoise.
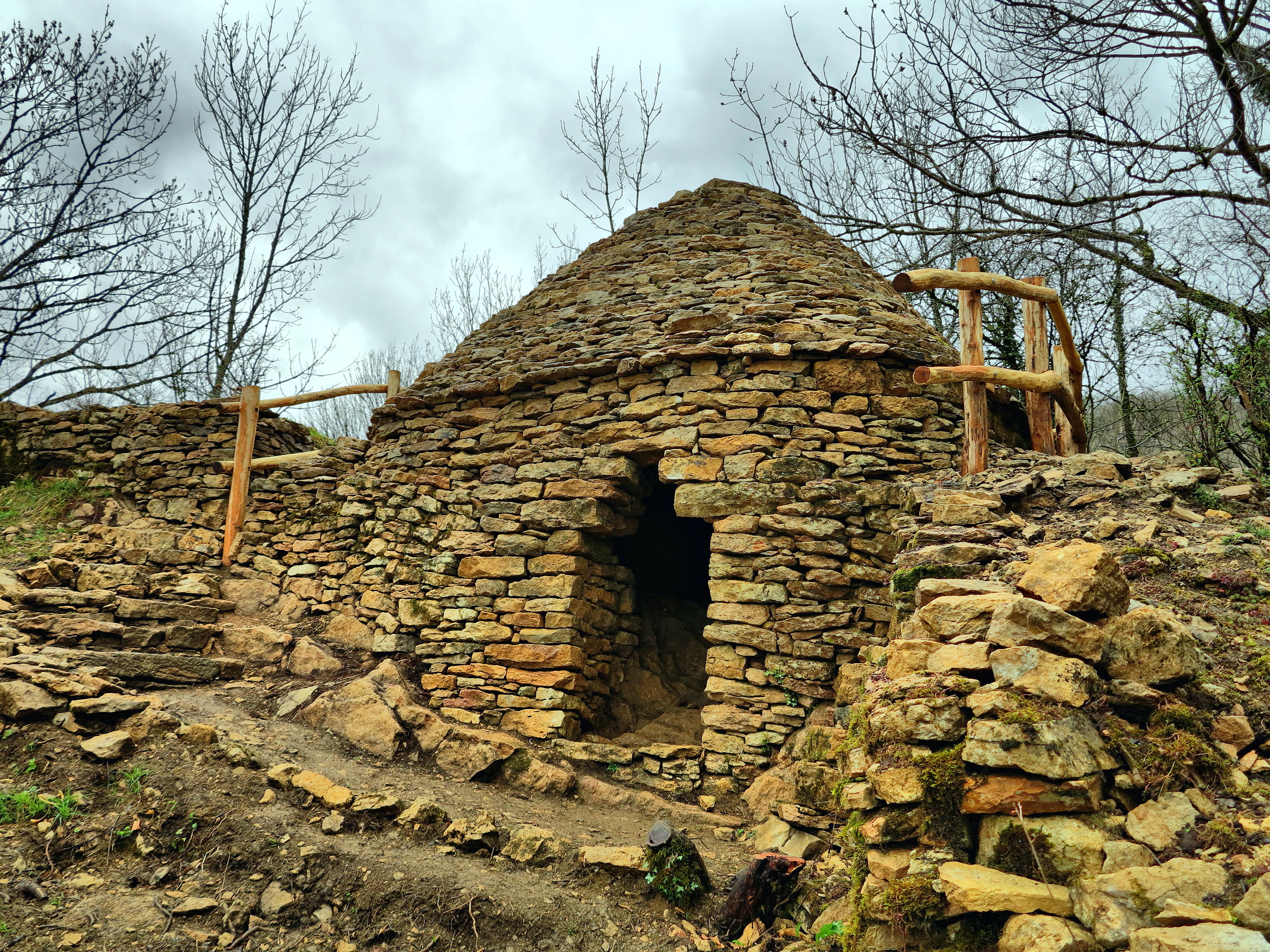
Caborde de Rosemont.
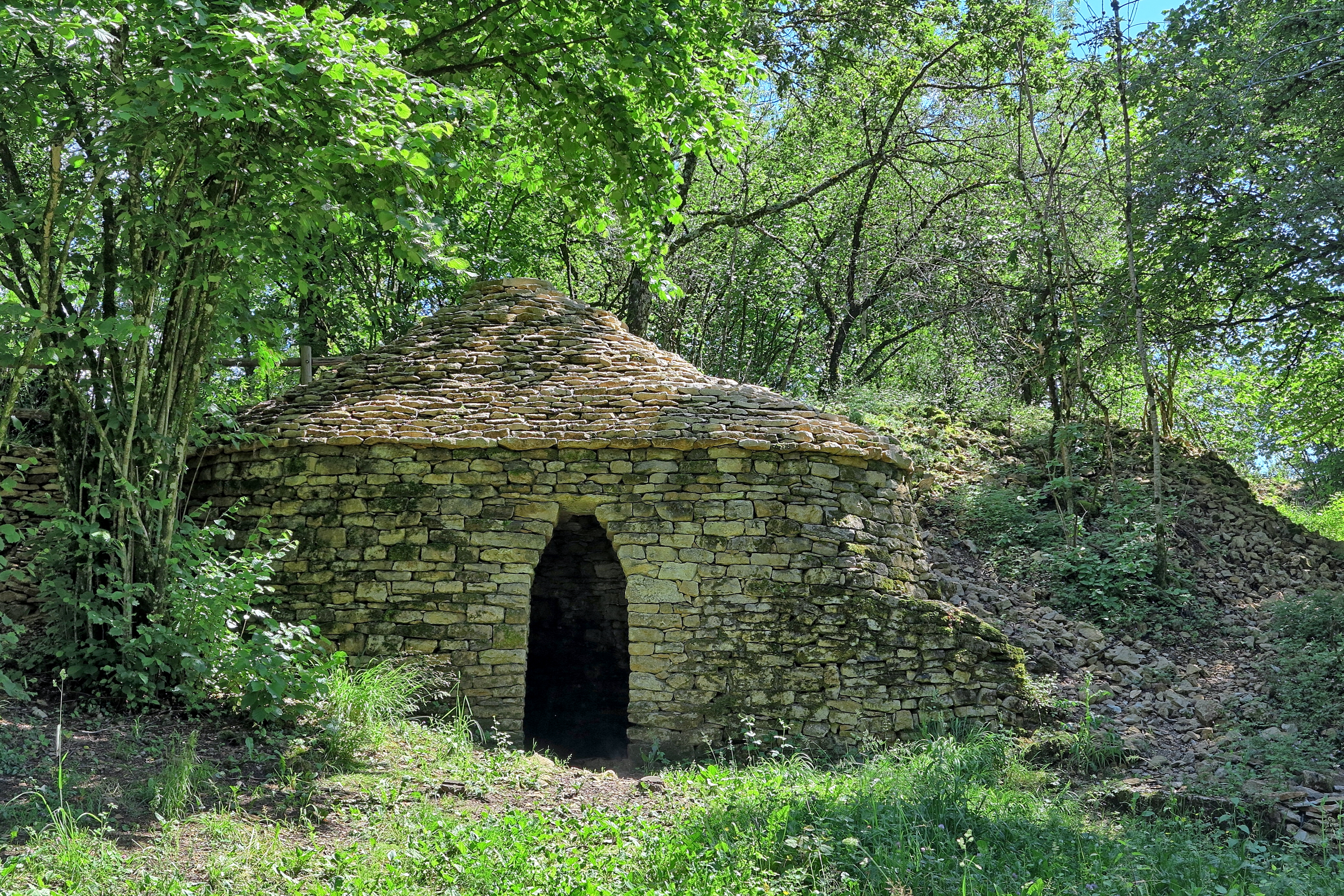
Caborde de Rosemont-2.
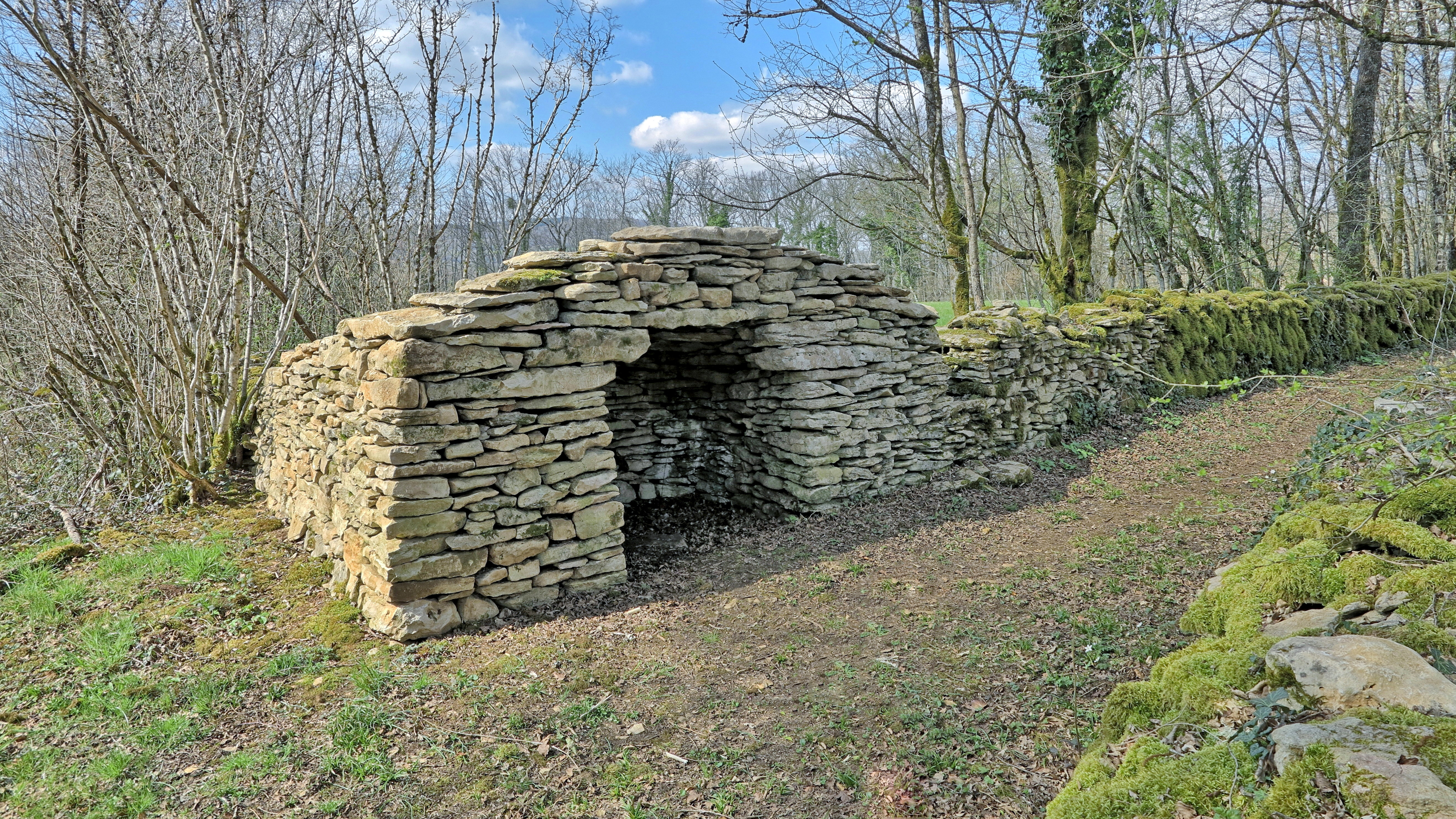
Caborde de Chenecey-Buillon.

### Néo-cabordes
De fausses cabordes, ou néo-cabordes, faisant office de décoration urbaine, ont été édifiées à Pouilley-les-Vignes, Mazerolles-le-Salin et Miserey-Salines.

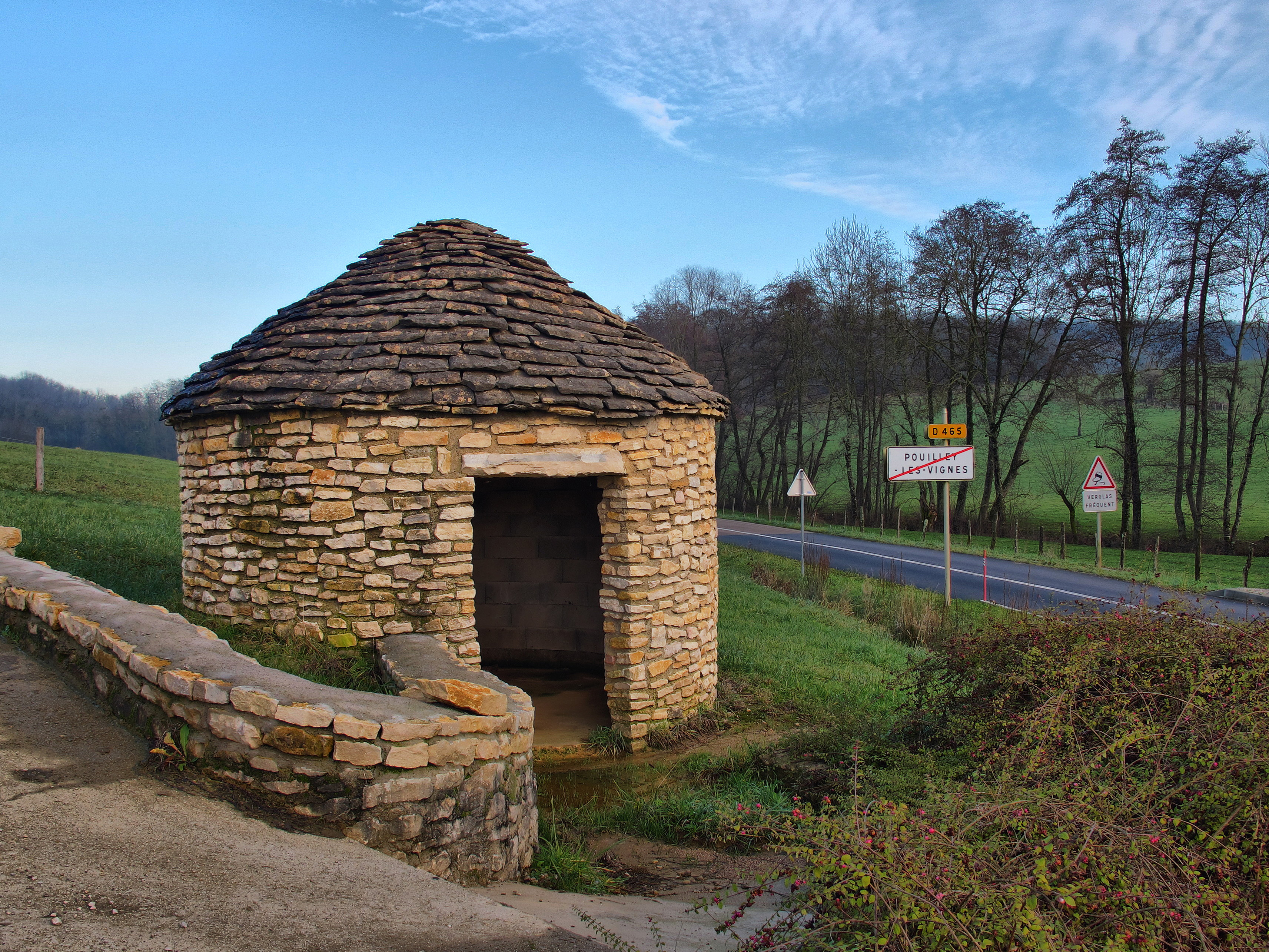
Pouilley-les-Vignes.
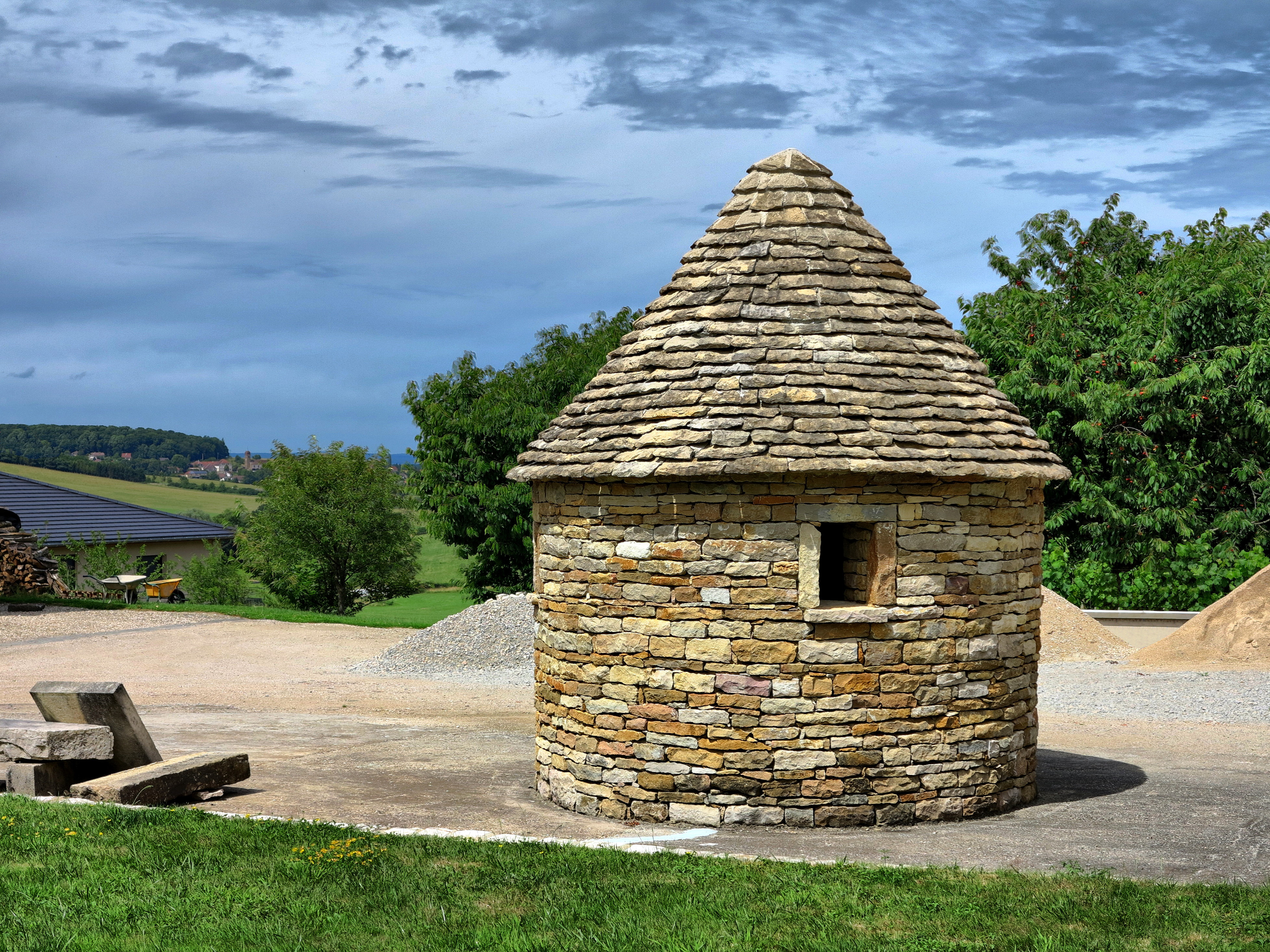
Mazerolles-le-Salin.
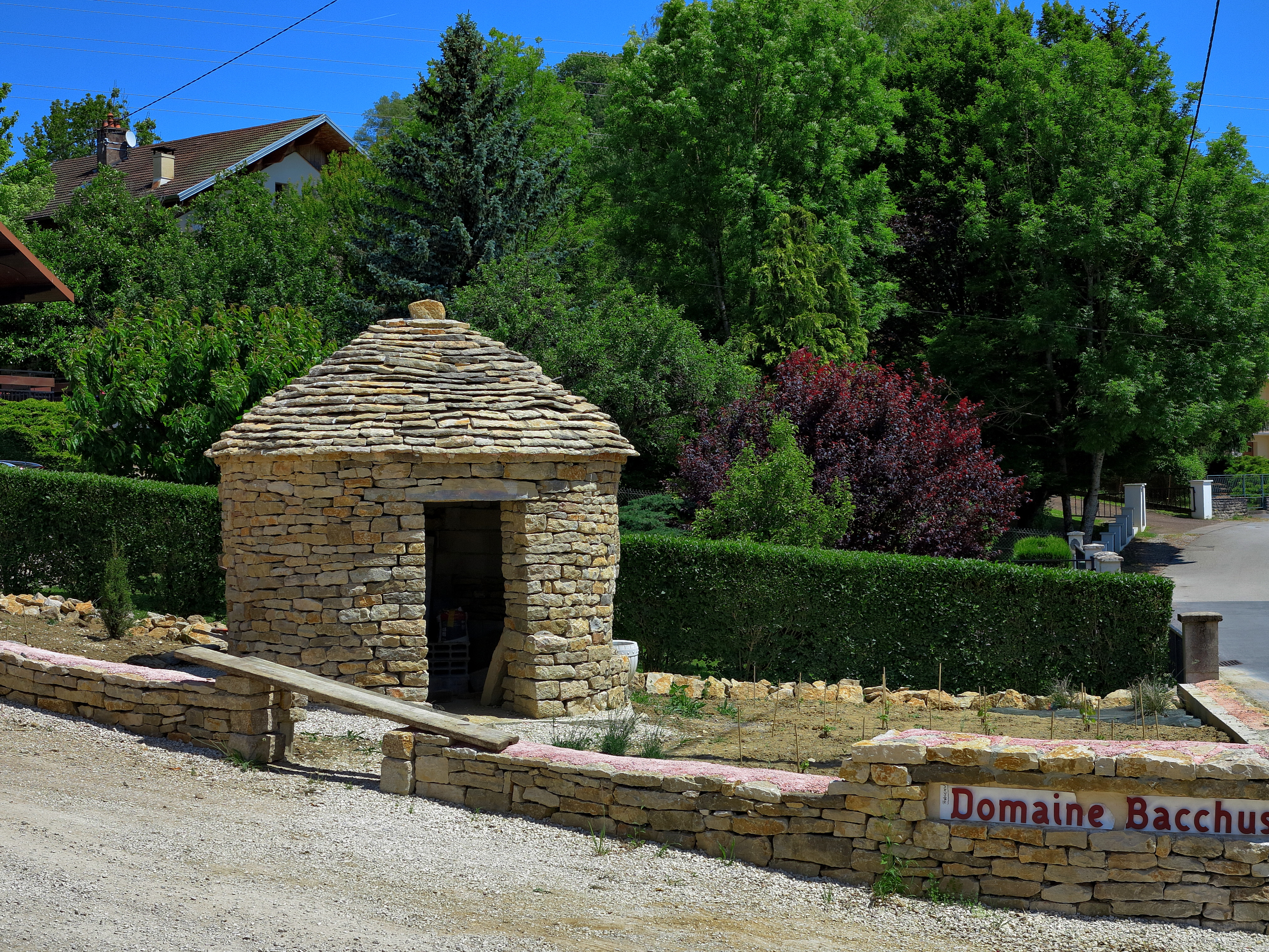
Miserey-Salines.

Une néo-caborde a été édifiée au milieu d'une vigne conservatoire sur le site de Champagne-sur-Loue dans le Jura.

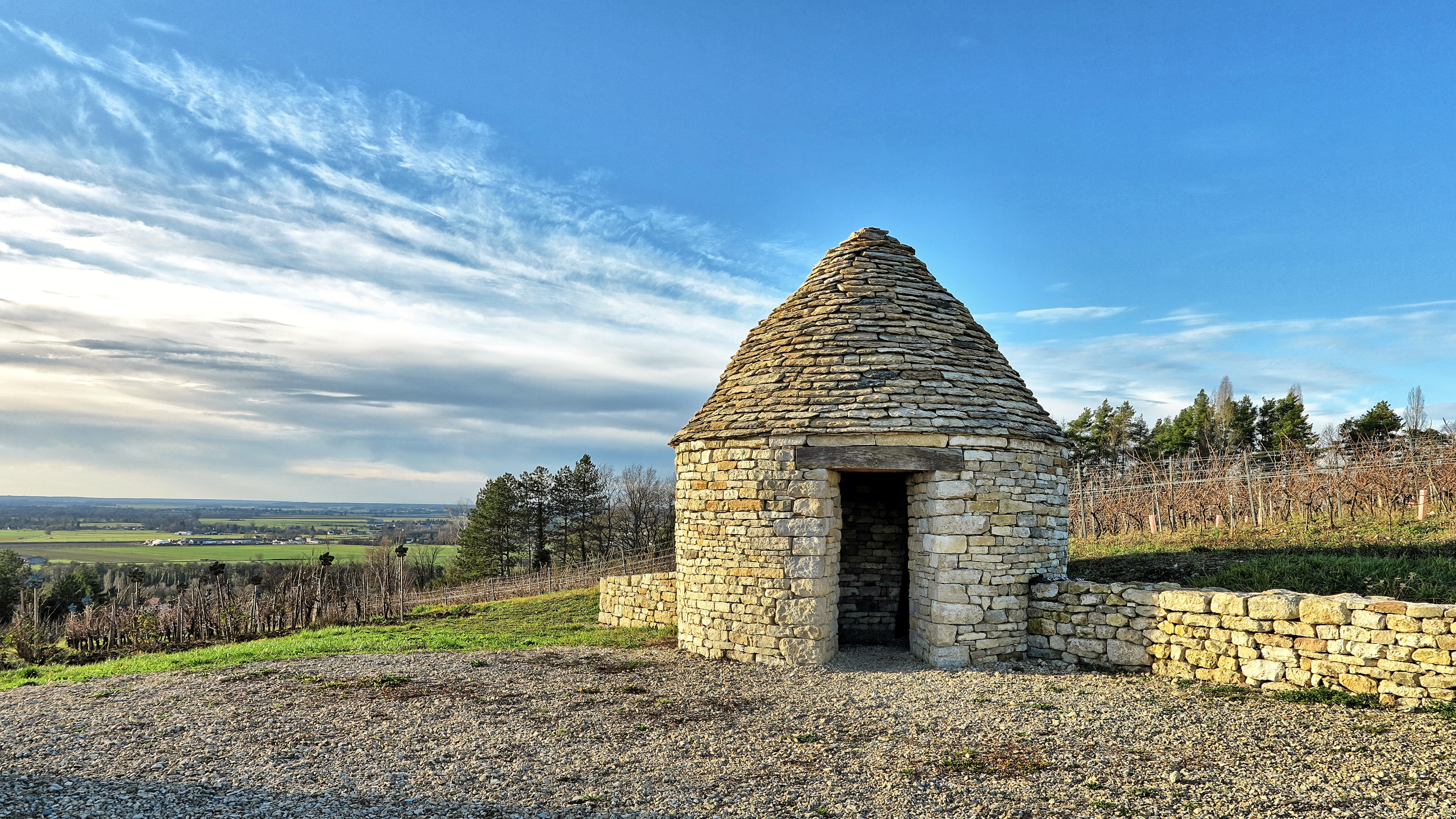
Caborde de la vigne conservatoire à Champagne-sur-Loue.

### Transfert muséographique
Entre 2015 et 2017, les 225 tonnes de pierre d'une ancienne caborde viticole du quartier des Tilleroyes à Besançon, qui était aux deux tiers effondrée, ont été démontées, transportées au Musée des maisons comtoises à Nancray et remontées en une construction circulaire en pierres sèches, à la partie arrière enterrée dans un talus. L'édifice est entouré d'un renforcement ou contremur, sauf devant l'entrée, de part et d'autre de laquelle l'on a interpolé deux volées de marches.

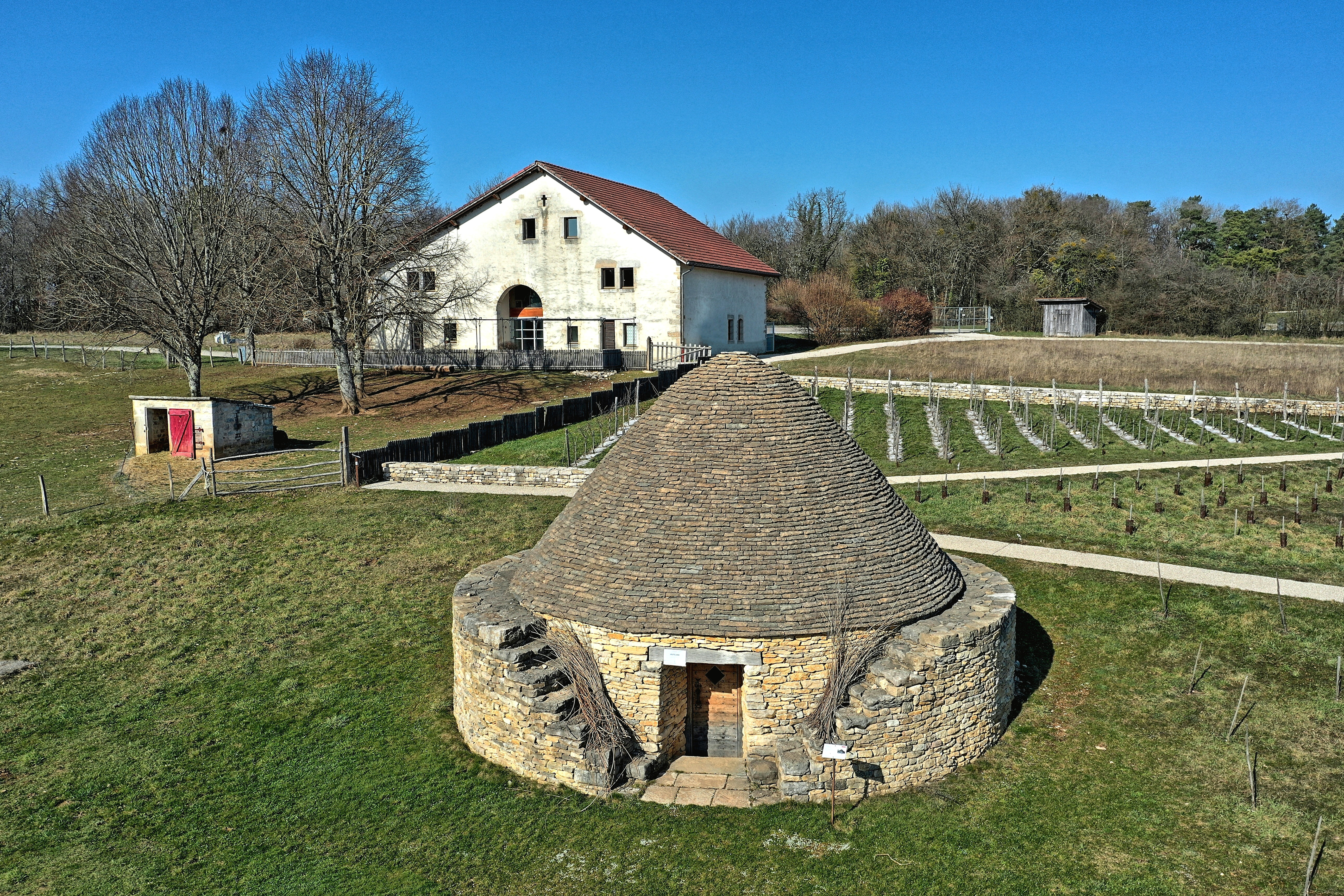
La caborde du musée des maisons comtoises (vue avant).
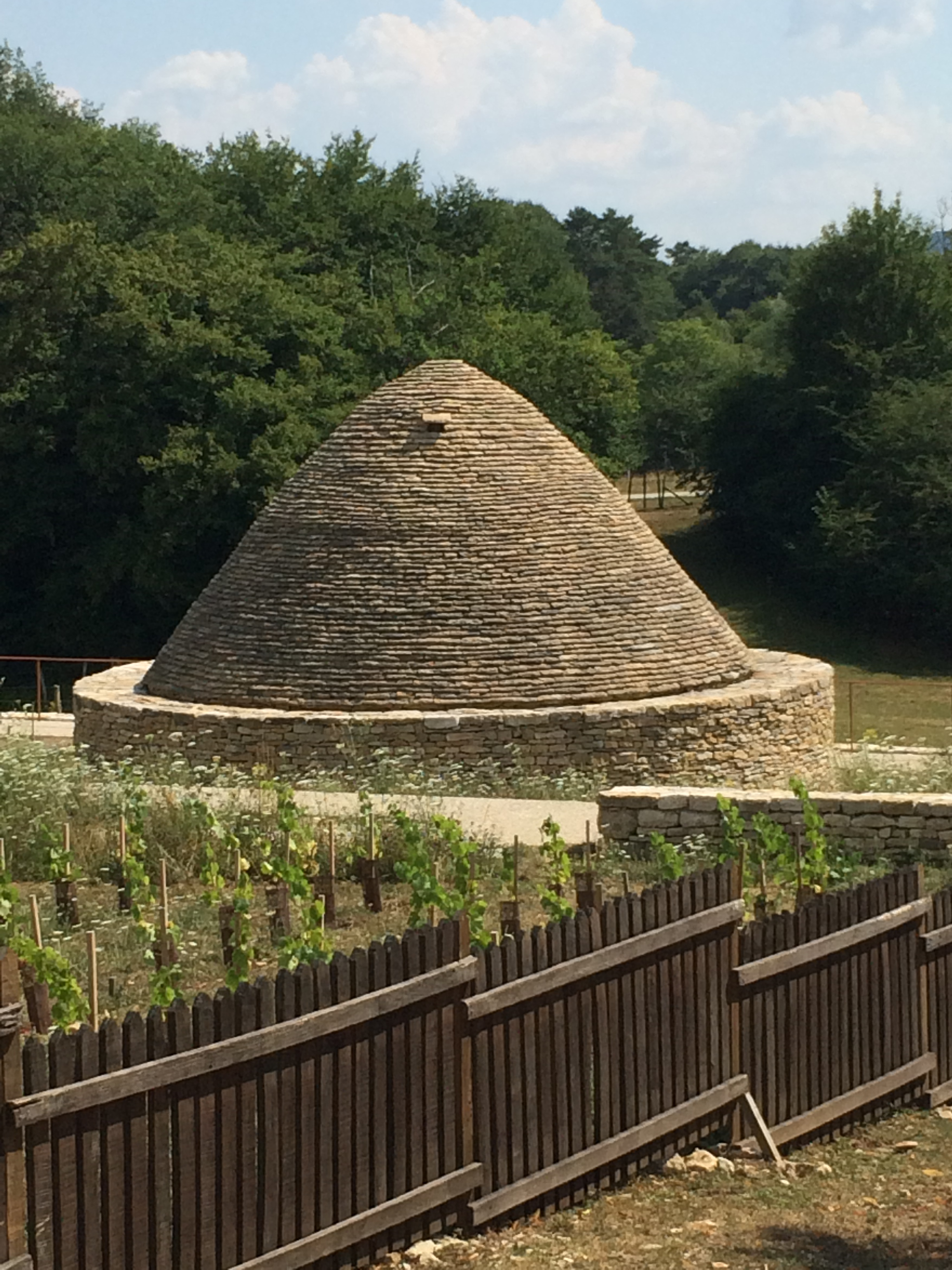
La caborde du musée (vue arrière).

### Échenoz-la-Méline (Haute-Saône)
Les deux cabordes et leur enclos à Échenoz-la-Méline sont inscrites aux monuments historiques depuis le 19 janvier 1993.

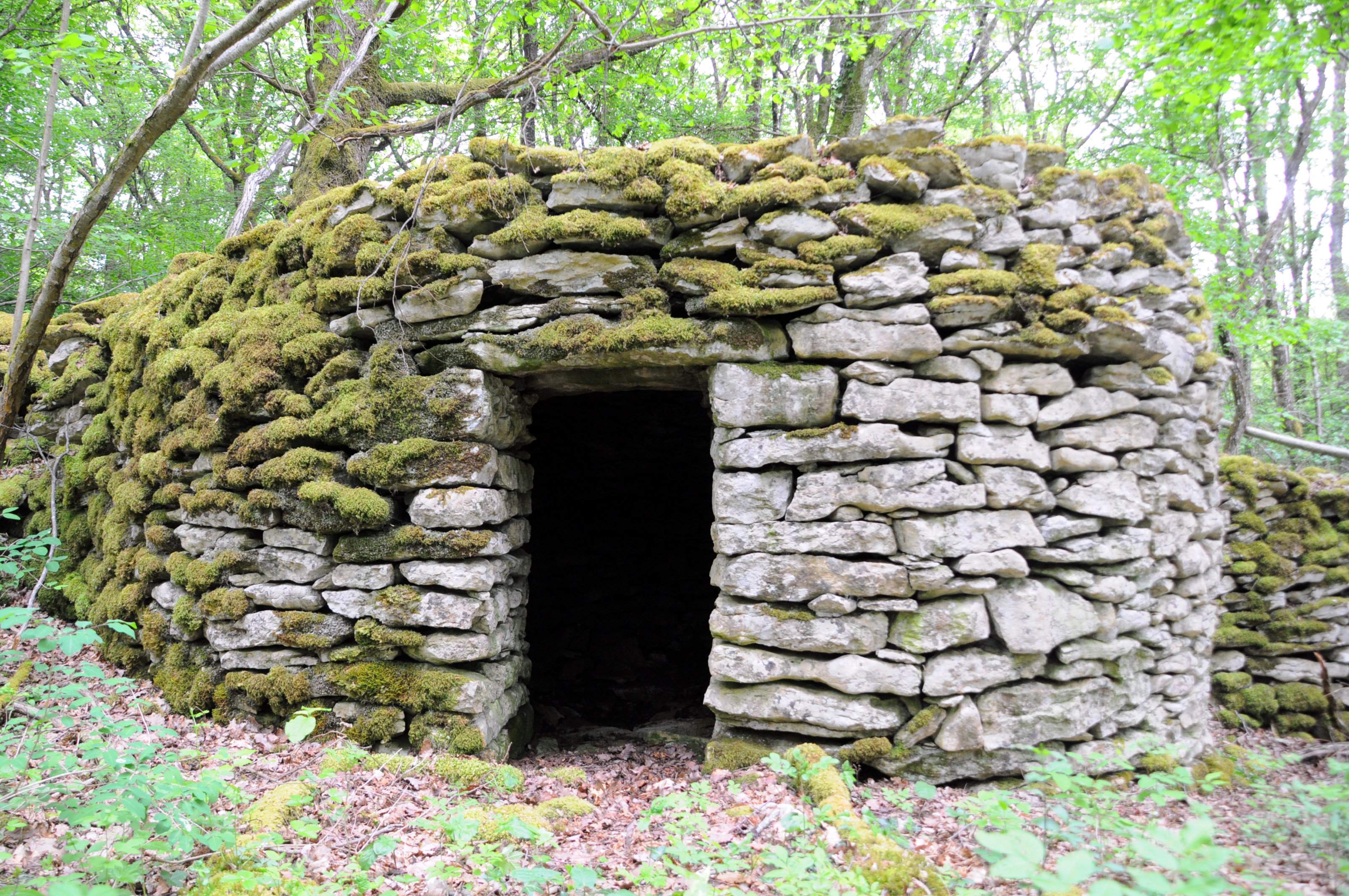
Caborde d'Échenoz-la-Méline.

## Usage
Des textes de la seconde moitié du XVIIIe siècle donnent à penser que plusieurs vignerons pouvaient se partager l'usage et l'entretien d'une même caborde dans le vignoble bisontin : « ils auront aussi l'usage du quart de la caborde ou barraque en pierre qui est au-dessus de la vigne, à charge de l'entretenir avec les autres copropriétaires » (1797),.